# 二甲弗林
二甲弗林也称回苏灵，是一种中枢兴奋药物。主要用于兴奋呼吸中枢，用于中枢抑制药过量、疾病等导致的呼吸抑制。但过量可能导致惊厥。